# Ciruelas
Ciruelas es un municipio y localidad española de la provincia de Guadalajara, en la comunidad autónoma de Castilla-La Mancha. El término municipal tiene una población de 139 habitantes (INE 2024).

## Ubicación
| Noroeste: Mohernando         | Norte: Heras de Ayuso          | Nordeste: Cañizar |
| Oeste: Yunquera de Henares   |                                | Este: Torija      |
| Suroeste: Tórtola de Henares | Sur: Valdenoches (Guadalajara) | Sureste: Torija   |

## Historia
Hacia mediados del siglo XIX el lugar contaba con una población censada de 481 habitantes. La localidad aparece descrita en el sexto volumen del Diccionario geográfico-estadístico-histórico de España y sus posesiones de Ultramar de Pascual Madoz de la siguiente manera:

CIRUELAS: v. con ayunt. en la prov. y part. jud. de Guadalajara (3 leg.), aud. terr. de Madrid (12), c. g. de Castilla la Nueva, dióc. de Toledo (25): sit. entre dos elevadas colinas; la combaten únicamente los vientos N. y E., su clima sin embargo es templado, y las enfermedades mas comunes, fiebres intermitentes y algunas gástricas: tiene 142 casas, la de ayunt., cárcel, escuela de instruccion primaria concurrida por 42 alumnos, á cargo de un profesor dotado con 1,910 rs.; otra de niñas sin mas dotacion que la retribucion convenida entre los padres de las discípulas y la maestra; una fuente de buenas aguas, que aprovecha el vecindario para beber y demás usos domésticos; y una igl. parr. de entrada (San Pedro Apóstol), servida por un cura, que también suministra el pasto espiritual á 6 vec. que componen la ald. llamada Heras de Puso ó Palacio de Heras; hay ademas un beneficiado como coadjutor del párroco: confina el term. N. Cañizar; E. Torija; S. Tortola, y O. Yunquera, sirviendo de linea divisoria el r. Henares; dentro de esta circunferencia se encuentran varios manantiales, dos ermitas (la Soledad y San Sebastian) y el desp. de Zambranos: el terreno quebrado en su mayor parte, es de buena calidad; comprende algo de vega, un monte poblado de encina y roble, y otros dos ya casi perdidos: caminos, los locales y la carretera de Logroño: correo, se recibe y despacha, martes, jueves y sábados en la estafeta de Torija, por un balijero. prod.: trigo, centeno, cebada, avena, aceite, vino y hortalizas; cria ganado lanar y las caballerías necesarias para las labores del campo. ind.: la agrícola. comercio, esportacion de frutos sobrantes, é importacion de los articulos que faltan. pobl.: 130 vec., 481 alm. cap. prod.: 2,952,000. contr.: 12,808. presupuesto municipal 1,500 rs, se cubre con los fondos de propios.
(Madoz, 1847, pp. 416-417)

## Demografía
Ciruelas cuenta con una población de 139 habitantes (INE 2024).
| Gráfica de evolución demográfica de Ciruelas entre 1842 y 2021                                                      |
| |
| Población de derecho según los censos de población del INE Población de hecho según los censos de población del INE |

## Monumentos

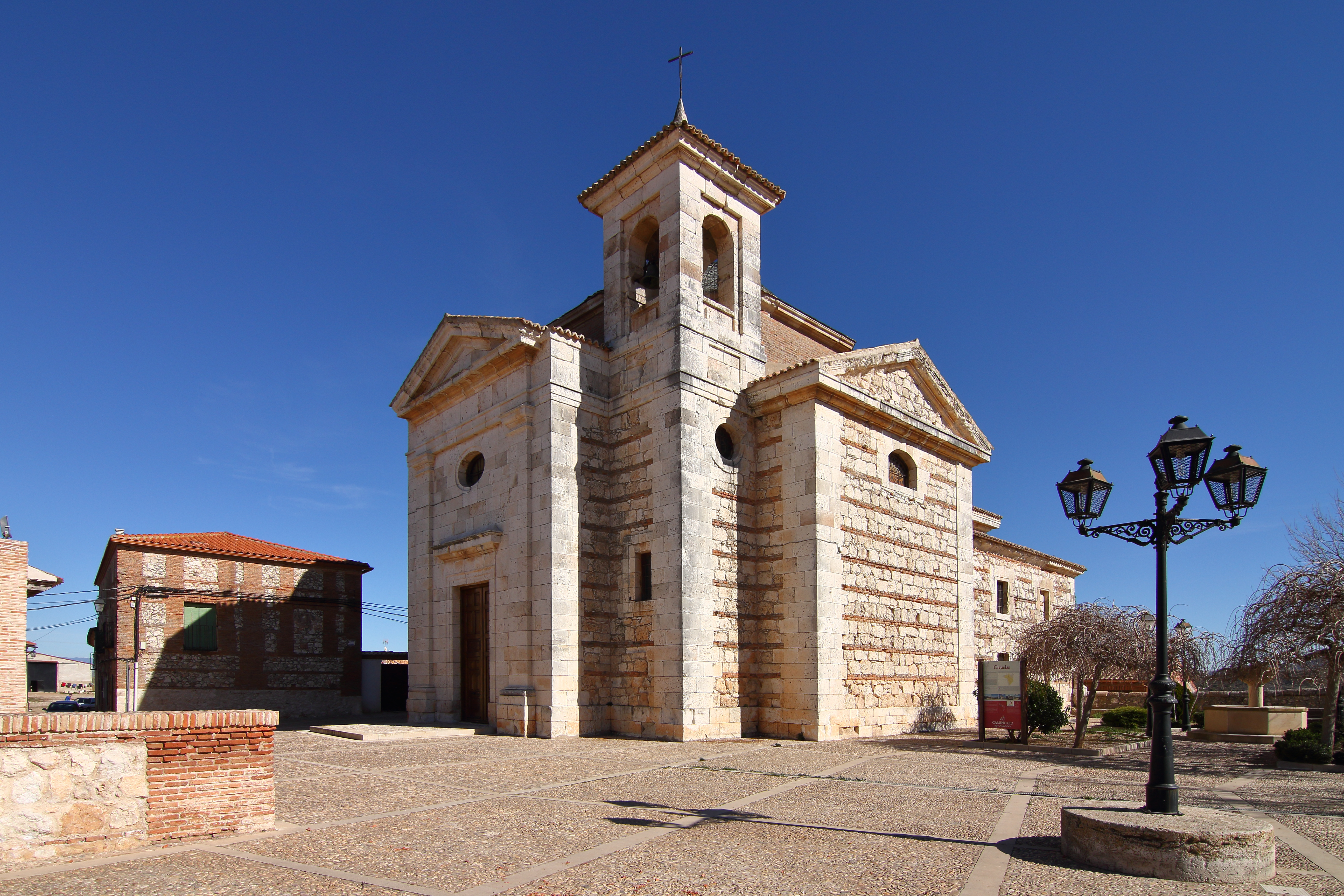
Iglesia de San Pedro de Antioquía

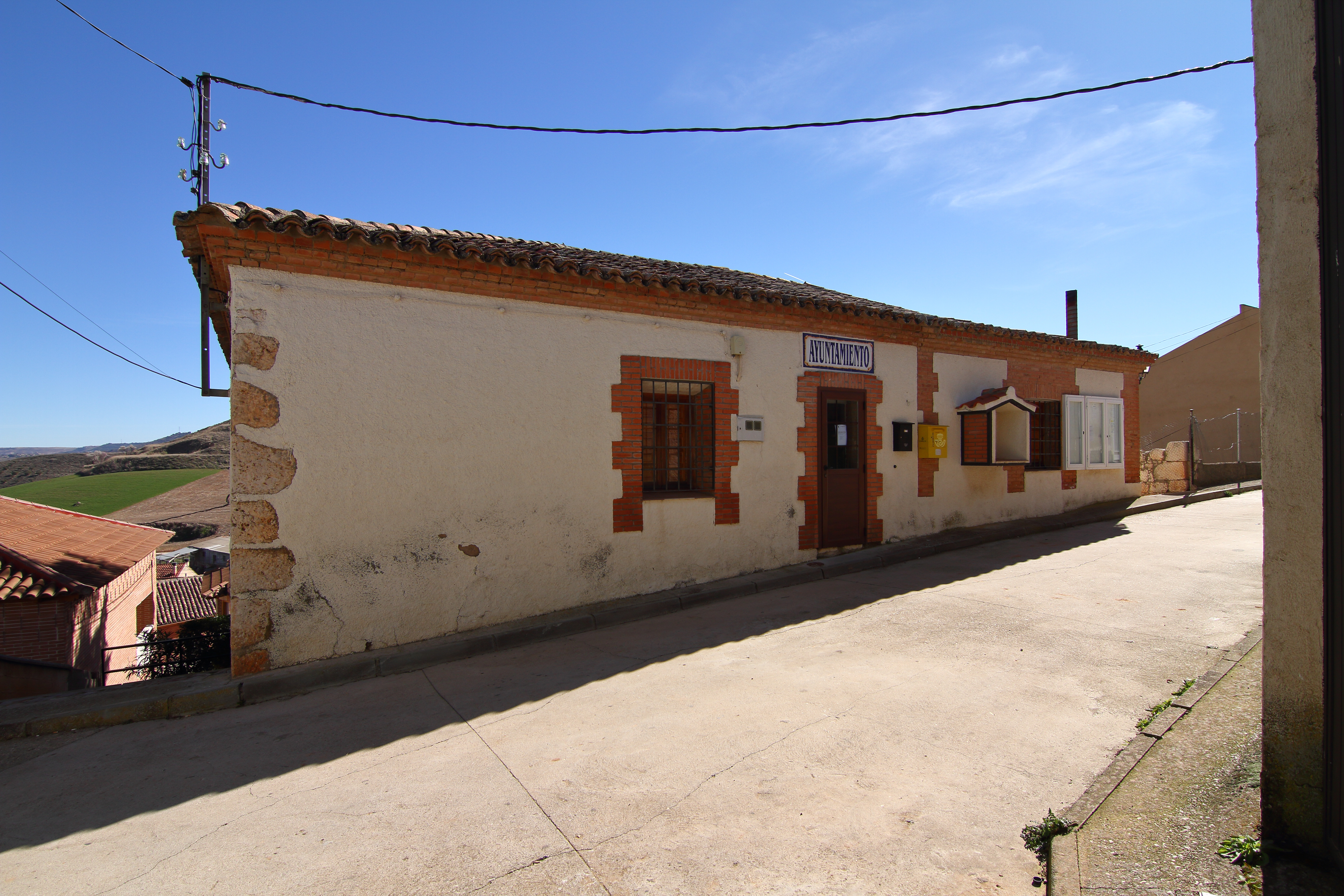
Casa consistorial

- Iglesia parroquial de San Pedro de Antioquía, de 1826, de estilo neoclásico, realizada por el arquitecto Jesús Tadeo de la Plaza.[3]
- Casa Palacio de los Zuanznabar, del siglo xvi.
- Conjunto urbano de la plaza Mayor y fuente ornamental. También se conserva una «cruz procesional gótico-renacentista del siglo xvi», guardada en casas particulares y exhibida exclusivamente en la fiesta mayor del pueblo.[4]

## Fiestas
Las fiestas patronales son el 3 de mayo. Cruz de Mayo.